# Blacklight: Retribution
Blacklight: Retribution es un videojuego de disparos multijugador en primera persona con elementos de rol, gratuito, desarrollado por Zombie Studios y distribuido en línea por Hardsuit Labs. El juego, con un ambiente futurista, localiza al jugador en diferentes escenarios amplios, con la posibilidad de adquirir mejores armas y ventajas. Su sistema de juego recuerda al conocido Counter Strike, pero con unos gráficos superados para ser un videojuego gratuito. Además de contar con un amplio arsenal,el jugador puede personalizar desde su avatar hasta su fusil. Al tener esta opción, cada jugador es único, incluso su propia arma. Pero todas estas mejoras cuestan un precio, ya sea en moneda del juego "GP", o pagando por "Zen" llegando a ser un juego Pay to Win, aunque sigue siendo generalmente Free to play.
En el E3 de 2011 fue anunciado, mostrando su motor Unreal, que lo convertía en un serio competidor, incluso para los juegos comerciales.

## Armas en Blacklight: Retribution
Las armas de este juego son totalmente personalizables, pudiéndose cambiar:
- El bozal (puede cambiar el daño, retroceso y rango)
- El cañón (puede cambiar el daño, el rango de tiro y tiempo de apunte)
- La mira
- La munición
- El tipo de munición
- La culata (puede cambiar el retroceso, rango de tiro, velocidad de movimiento y tiempo de apunte)
- Camuflaje (Opcional) (No cambia las estadísticas de las armas)

Dependiendo del tipo de arma y de piezas que se escojan, las estadísticas son influenciables en las partidas.

### Tipos de armas
- Armas primarias

| Nombre                                 | Nivel de Desbloqueo | Nombre en inglés       | Abreviación usada por los jugadores |
| -------------------------------------- | ------------------- | ---------------------- | ----------------------------------- |
| Rifle de Asalto                        | Nivel 1             | Assault Rifle          | AR                                  |
| Rifle Ametrallador                     | Nivel 3             | Submachine Gun         | SMG                                 |
| Ametralladora Ligera                   | Nivel 5             | Light Machine Gun      | LMG                                 |
| Rifle de Combate                       | Nivel 8             | Combat Rifle           | CR                                  |
| Subfusil Burstfire                     | Nivel 13            | Burstfire SMG          | Burst SMG                           |
| M4X                                    | Nivel 16            | M4X                    | M4/M4X                              |
| Rifle Burstfire                        | Nivel 18            | Burstfire Rifle        | BFR                                 |
| Fusil de cerrojo                       | Nivel 20            | Bolt-Action Rifle      | BAR/Sniper                          |
| Bullpup Full Auto                      | Nivel 30            | Bullpup Full Auto      | BPFA                                |
| Rifle de Reconocimiento Ligero         | Nivel 35            | Light Recon Rifle      | LGR                                 |
| AK470                                  | Nivel 40            | AK470                  | AK/AK47                             |
| Arco Compuesto                         | Nivel 50            | Compound Bow           | Bow                                 |
| Ametralladora Ligera de Reconocimiento | Nivel 50            | LMG Recon              | LMG Recon                           |
| Rifle Antimaterial                     | Nivel 65            | Antimaterial Rifle     | AMR                                 |
| Rifle de Asalto Pesado                 | Nivel 68            | Heavy Assault Rifle    | HAR                                 |
| Rifle de Asalto Táctico                | Nivel ?             | Tactical Assault Rifle | TAR                                 |

- Armas secundarias

| Nombre                    | Nivel de desbloqueo | Nombre en inglés     |
| ------------------------- | ------------------- | -------------------- |
| Pistola Ligera            | Nivel 1             | Light Pistol         |
| Escopeta                  | Nivel 2             | Shotgun              |
| Pistola Pesada            | Nivel 10            | Heavy Pistol         |
| Revolver                  | Nivel 25            | Revolver             |
| Pistola Rápida            | Nivel 33            | Machine Pistol       |
| Pistola Burstfire         | Nivel 43            | Burstfire Pistol     |
| Escopeta AR-K             | Nivel 53            | Shotgun AR-K         |
| Pistola de cámara cargada | Nivel 55            | Breech Loaded Pistol |
| Snub 260                  | Nivel 56            | Snub 260             |

- Armas especiales (Provenientes del Depósito)

| Nombre                    | Nivel de desbloqueo | Nombre en inglés        | Puntos de Combate necesarios (CP) |
| ------------------------- | ------------------- | ----------------------- | --------------------------------- |
| Lanzallamas FT18          | Nivel 1             | FT18 Flamethrower       | 350 CP                            |
| Lanzacohetes RL5          | Nivel 1             | RL5 Armor Stinger       | 400 CP                            |
| Lanzacohetes Swarm        | Nivel 3             | RL2a Swarm              | 1000 CP                           |
| Lanzagranadas GL-7        | Nivel 6             | GL-7 Bear Claw          | 500 CP                            |
| Minigun T56               | Nivel 10            | T56 Trident             | 750 CP                            |
| Torreta Desplegable AT-D4 | Nivel 16            | AT-D4 Deployable Turret | 600 CP                            |
| Señuelo de Hardsuit HRV   | Nivel 46            | Hardsuit HRV Decoy      | 200 CP                            |
| Katana KTN8               | Nivel 48            | KTN8 Katana             | 350 CP                            |
| RG057 Ghost               | Nivel 54            | RG057 Ghost             | 750 CP                            |
| Robot de Asalto MK1       | Nivel 61            | MK1 Assault Bot         | 500 CP                            |
| Ataque Aéreo A36          | Nivel 67            | A36 Brimstone           | 600 CP                            |

## Armaduras
Las armaduras se dividen en 3 apartados:
- Cascos

Los cascos afectan a la salud, duración y recarga del HRV y velocidad. (En desarrollo)
| Nombre                      | Protección | Coste             |
| --------------------------- | ---------- | ----------------- |
| Overmatch ArmetX            | 12%        | Gratis            |
| Allied R5X GHOST            | 10%        | 7000 GP / 300 Zen |
| Dataluxe Slant-X2           | 14%        | 7000 GP / 300 Zen |
| Allied RET-3 Astral         | 9%         | 7000 GP / 300 Zen |
| Overmatch Bonebreaker BKR.a | 10%        | 7000 GP / 300 Zen |

- Parte superior del cuerpo
- Parte inferior del cuerpo